# Ramonkodogo
Ramonkodogo är en ort i Burkina Faso.   Den ligger i regionen Centre-Ouest, i den centrala delen av landet, 70 km väster om huvudstaden Ouagadougou. Ramonkodogo ligger 308 meter över havet och antalet invånare är 1 583.
Terrängen runt Ramonkodogo är platt. Runt Ramonkodogo är det ganska tätbefolkat, med 108 invånare per kvadratkilometer.. Närmaste större samhälle är Koudougou, 18,6 km väster om Ramonkodogo.
Omgivningarna runt Ramonkodogo är en mosaik av jordbruksmark och naturlig växtlighet.